# Chikkashivara, Malur
Chikkashivara là một làng thuộc tehsil Malur, huyện Kolar, bang Karnataka, Ấn Độ.